# Близнакиње (роман)
Близнакиње (оригинални немачки наслов: Das doppelte Lottchen; Двострука Лоти) роман је Ериха Кестнера из 1949. године о близнакињама које су одвојене по рођењу и које након неколико година случајно састају у летњем кампу.
Књига је првобитно започела током Другог светског рата као прекинут филмски сценарио. 1942. године, када су нацистичке власти на кратко дозволиле Кестнеру да ради као сценариста, предложио га је Јосеф фон Баки, под именом „Велика тајна“, али пре него што је могао да настави поступак, нацисти су му још једном забранили да ради.
После рата, Кастнер је ту идеју преточио у изузетно успешну књигу. После тога, много пута је адаптиран у филм, а пре свега Дизнијев филм назван Родитељска замка из 1961. године у којем је глумила Хејли Милс, следиле су и  наредне серије филмова и њихови различити преводи.

## Радња
Две деветогодишње девојчице, Лиса Палфи (порекло Луисе Палфи) из Беча и с поштовањем стидљива Лоти Хорн (порекло Лоте Корнер) из Минхена састају се у летњем кампу у Бохрлакен-у на језеру Бохрен (извор. 'Seebühl am Bühlsee'), где се открива да су њих две једнојајчане близанакиње чији су се родитељи развели, а сваки родитељ задржао по једну девојчицу.
Девојчице се крајем лета одлучују за размену места како би Лоти имала прилику да упозна оца, а Лиса да упозна мајку. Док су многи одрасли изненађени променама у свакој девојчици након повратка из кампа ("Лоти" је очигледно заборавила да кува, потуче се у школи и постаје ужасан ученик, друга девојчица "Лиса" почела је да помно пази на књиговодство домаћинства, више не једе своју омиљену храну и постаје узоран ученик), нико не сумња да девојке нису онакве за које тврде да јесу.
Када Лоти (под именом Лиса) открије да се њен отац планира поново оженити, она се веома разболи и престаје да пише својој сестри у Минхену. У међувремену, Лотина мајка наилази на слику две девојке у летњем кампу, а Лиса јој прича целу причу. Мајка девојчица зове свог бившег мужа у Беч да му каже шта се догодило и да сазна зашто је Лоти престала да пише. Када чује да је њена ћерка болесна, она и Лиса одмах путују у Беч. На захтев ћерки, родитељи су поново састају и мире.

## Филмске, ТВ или позоришне адаптације
Прича је адаптирана као:
- 1950: Two Times Lotte, (Два пута Лоти) (Западна Немачка)
- 1951: Hilbari's Lullaby, (Хилбаријева успаванка) ( јап. ひばりの子守唄) са Хибари Мисора (Јапан)
- 1953: Twice Upon a Time, (Уједињено Краљевство)
- 1961: The Parent Trap, (Родитељска замка) са Хејли Милс (Сједињене Државе)
- 1965: Kuzhandaiyum Deivamum у тамилском (Индија)
- 1966: Letha Manasulu  у Телугу (Индија)
- 1968: Do Kaliyaan in Hindi у хинду (Индија)
- 1980: Mischievous Angels, (Несташни анђели) (кореј. 개구장이 천사들, Кореја)
- 1987: Pyaar ke kabil у хинду (Индија)
- 1991: I and Myself: The Two Lottes, (Ја и ја: Две Лоте) (јап. わたしとわたし ふたりのロッテ, Јапанска анимирана ТВ серија)
- 1994: Charlie & Louiseе (Немачка)
- 1994: Dvynukės  (Литванија)
- 1995:  It Takes Two, (Потребно је двоје) са Мари-Кате и Асхлеи Олсен
- 1995: Strange Sisters ( перс. خواهران غریب) са Кхосров Схакибаи (Иран)
- 1998:  The Parent Trap, Родитељска замка са Линдсаи Лохан (Сједињене Државе)
- 1998: Minty (TV series), (Минти (ТВ серија)), аустралијско-британска хумористичка телевизијска серија од 13 епизода
- 1999: Mania czy Ania на пољском (Пољска)
- 2001: Kuch Khatti Kuch Meethi у хинду (Индија)
- 2002: Cómplices Al Rescate за ТВ (Мексико)
- 2003: Tur & Retur (Шведска)
- 2007: Das doppelte Lottchen у анимацијској форми (Немачка)
- 2010: אורה הכפולה сценска представа на хебрејском (Израел)
- 2015: Cúmplices de um Resgate за ТВ (Бразил)
- 2017: Das doppelte Lottchen за ТВ (Немачка)
- 2021: Identical, (Идентично), предстојећи британски мјузикл